# Josef Záruba (malíř)
Josef Záruba (* 26. října 1955 Soběslav) je český malíř, kreslíř map a grafik.

## Život
Narodil se 26. října roku 1955 v Soběslavi. Vystudoval Střední průmyslovou školu strojní v Českých Budějovicích. Původním zaměstnáním je strojař. V 90. letech 20. století pracoval jako projektant v soběslavském podniku LADA, který se zaměřoval na výrobu šicích strojů.
Malování se začal věnovat po Sametové revoluci, avšak první výstavy začal pořádat až v roce 2006. Jeho tvorba je založená na klasické malbě olejovými či akrylovými barvami. Technika jeho malby je popisována jako realistická a superrealistická.
Své výstavy pořádá v rodné Soběslavi, ale i po celé České republice. Jeho díla se dostali až do Rakouska a Slovenska.